# ماريا (مغنية بلغارية)
ماريا (بالبلغارية: Мария)‏ هي مغنية بلغارية، ولدت في 13 يناير 1982 في ستارا زاغورا في بلغاريا.